# Поплавская, Кристина
Кристина Поплавская (лит. Kristina Poplavskaja; род. 24 июля 1972, Вильнюс), в замужестве Багвилене (лит. Bagvilienė) — литовская гребчиха, выступавшая за сборную Литвы по академической гребле в период 1992—2004 годов. Бронзовая призёрка летних Олимпийских игр в Сиднее, победительница и призёрка многих регат национального значения.

## Биография
Кристина Поплавская родилась 24 июля 1972 года в Вильнюсе, Литовская ССР.
Впервые заявила о себе в гребле на международной арене в 1989 году, когда в составе сборной Советского Союза в парных четвёрках выиграла бронзовую медаль на юниорском мировом первенстве в Сегеде.
После распада СССР в 1992 году вошла в основной состав литовской национальной сборной, дебютировала в Кубке мира и благодаря череде удачных выступлений удостоилась права защищать честь страны на летних Олимпийских играх в Барселоне — в женских парных одиночках квалифицировалась лишь в утешительный финал B и расположилась в итоговом протоколе соревнований на 11 строке.
В 1993 году заняла восьмое место в парных четвёрках на чемпионате мира в Рачице.
На мировом первенстве 1994 года в Индианаполисе была в той же дисциплине девятой.
В 1995 году стартовала в парных двойках на чемпионате мира в Тампере, но сумела пройти отбор только в финал C.
В 1997 году в парных двойках выиграла серебряную медаль на этапе Кубка мира в Мюнхене, тогда как мировом первенстве в Эгбелете стала седьмой.
Взяла бронзу на этапе Кубка мира 1998 года в Люцерне, показала седьмой результат на чемпионате мира в Кёльне.
В 1999 году в парных двойках финишировала четвёртой на мировом первенстве в Сент-Катаринсе.
Находясь в числе лидеров гребной команды Литвы, благополучно прошла отбор на Олимпийские игры 2000 года в Сиднее. Вместе с напарницей Бируте Шакицкене в программе парных двоек пришла к финишу третьей позади экипажей из Германии и Нидерландов — тем самым завоевала бронзовую олимпийскую медаль.
После сиднейской Олимпиады Поплавская осталась в составе литовской национальной сборной на ещё один олимпийский цикл и продолжила принимать участие в крупнейших международных регатах. Так, в 2001 году в парных двойках она выиграла серебряную медаль на этапе Кубка мира в Вене и заняла пятое место на чемпионате мира в Люцерне.
В 2002 году добавила в послужной список две серебряные награды, полученные в парных двойках на этапах Кубка мира в Люцерне и Мюнхене, в то время как на мировом первенстве в Севилье была седьмой.
Завершила спортивную карьеру по окончании сезона 2004 года.